# 鵙鹛带形吸虫
鵙鹛带形吸虫（学名：Corrigia pteruthium）为双腔科带形属的动物。在中国大陆，分布于海南等地，营寄生生活，宿主红翅鵙鹛以及寄生于心脏。